# Typhochrestus uintanus
Typhochrestus uintanus là một loài nhện trong họ Linyphiidae.
Loài này thuộc chi Typhochrestus. Typhochrestus uintanus được Ralph Vary Chamberlin & Wilton Ivie miêu tả năm 1939.